# Dívčí Hrad (železniční zastávka)
Dívčí Hrad je železniční zastávka, která se nachází jižně od zástavby obce Dívčí Hrad, ale leží v katastrálním území Horní Povelice, které náleží do obce Liptaň v okrese Bruntál. Zastávka leží v km 7,626 jednokolejné úzkorozchodné železniční trati Třemešná ve Slezsku – Osoblaha mezi dopravnami Liptaň a Slezské Rudoltice.

## Historie
Zastávka byla otevřena 14. prosince 1898, tedy současně se zprovozněním úzkorozchodné trati, na které se nachází. Zastávka byla původně pojmenována německy Maidelberg, od roku 1945 se používá český název Dívčí Hrad.
V roce 2018 byl přístřešek zastávky i s přilehlým pozemkem převeden do majetku obecně prospěšné společnosti Osoblažská úzkorozchodná dráha. Záměrem společnosti je navrácení zastávky do podoby odpovídající období První republiky.

## Popis zastávky
V zastávce je u traťové koleje zřízeno vnější jednostranné nástupiště s povrchem ze sypané drtě. Nástupiště má délku 40 m a pevnou nástupní hranu ve výšce 250 mm nad temenem kolejnice. V zastávce se nachází dřevěný přístřešek pro cestující.
Bezprostředně u zastávky se v km 8,777 nachází přejezd P4417, který je zabezpečený světelným přejezdovým zabezpečovacím zařízením se závorami. Zabezpečovací zařízení je ovládáno samočinně jízdou vlaku, strojvedoucí je o stavu přejezdu informován pomocí přejezdníků. Jedná se o křížení se silnicí III/45718 spojující Dívčí Hrad a Horní Povelice.